# 释巨赞
释巨赞（1908年—1984年），俗姓潘，名楚桐，字琴朴，男，中国佛学家，中国“现代新佛学”奠基人之一。

## 生平
1931年经太虚大师介绍，从杭州灵隐寺却非方丈披剃出家，取法名传戒，字定慧，后改名巨赞。
抗战时期，巨赞曾在湖南组织南岳佛道教救难协会和佛教青年服务团。多次应邀赴台湾、澳门、香港讲学。
1949年为改革佛教上书毛泽东及各民主党派。9月出席在北平舉行的中国人民政治协商会议第一届全體会议。10月1日参加中华人民共和国开国大典。1952年参与筹建中国佛教协会，后一直担任副会长，兼任中国佛学院副院长。他精通佛典，通晓英、日、俄、德和梵文，晚年攻习法语，在海内外各佛学刊物上发表上百篇论文。1983年选为政协第六届全国委员会常务委员。
1984年4月9日（一说7日）于北京圆寂。

## 著作
巨赞法师一生著述颇多，惜现大多已散佚无闻，只江苏古籍出版社结集《巨赞文集》出版。